# チャブイ
チャブイ（Čabui）は、モンゴル帝国（元）のカアン、世祖クビライの皇后。漢字表記は察必、『集史』のペルシア語表記では چابوى خاتون Chābū'ī Khātūn または چابون خاتون Chābūn khātūn として表れる。諡は昭睿順聖皇后。
コンギラト部族の出身で、父のアルチ・ノヤン（按陳那顔）はチンギス・カンの第一夫人ボルテの弟である。伯母ボルテの孫にあたるクビライと結婚し、夭折したドルジと、後にクビライ政権で活躍するチンキム、マンガラ、ノムガンの4子を産んだ。
チャブイはチンギス・カン家の姻族としてモンゴル帝国の中でも特に有力な部族の出であり、実家のコンギラト部族をはじめとする五投下と呼ばれる部族集団は、兄である皇帝モンケによって中国の経略を委ねられたクビライを支えて活躍した。特に同母姉が嫁いだジャライル部のムカリの子・ボオルの三男バアトルはクビライの腹心となり、1259年（己未）のモンケ死後のクビライのカアン位奪取に功があった。またチャブイ自身、その宮廷（オルド）にアフマドら有能な商人を個人的な用人に集めて利殖を行い、財産を蓄えて勢力があった。
至元8年（1271年）にクビライが樹立した元朝では、次男のチンキムが燕王、三男のマンガラが安西王、四男のノムガンが北平王に封ぜられ、それぞれが中国北部、中国西部、モンゴル高原を分担して統治した。中央政府ではチンキムが行政機関である中書省と軍政機関の枢密院を統括し、さらにバアトル夫妻の子でチャブイの甥にあたるアントンが中書省の長官となった。加えて、クビライによって新設された財務部局の長官として、チャブイの用人であるアフマドが抜擢され、元の政権中枢部にチャブイの縁者によって占められるようになった。このような状況を指して、大元王朝とはチャブイを扇の要とするコンギラト政権であったと評価する歴史家もいる。
やがて、中央政府で実権を握るチンキムの権勢が高まり、至元10年（1273年）に皇太子の称号を与えられるが、同時にチャブイには皇后の印璽が与えられた。この頃、帝国の財務部門を握り、中書省の勢力をアントンと二分するアフマドの権勢も高まり、その党派がチンキム・アントンのもとに集まったモンゴル貴族・漢人官僚と反目を深めていくが、両者の接点としてチャブイがあったために、対立は決定的なものにはならなかった。
至元18年（1281年）2月に崩じた。チャブイの死後、たちまちチンキム派とアフマド派の反目は激化し、翌年にはアフマドの暗殺に至る。
至元31年（1294年）にクビライが崩じ、同年5月戊午（6月3日）に聖徳神功文武皇帝と諡され、廟号を世祖とすると、チャブイも昭睿順聖皇后と追諡を受けた。
チャブイの築いた莫大な財産は、同じコンギラト部族出身のチンキムの夫人ココジンが相続した。

## コンギラト部デイ・セチェン家
- デイ・セチェン
  - アルチ・キュレゲン（Alči Küregen ＞阿勒赤古咧堅/ālèchì gŭliējiān,الجی كوركان/Āljī kūrkān）
    - チグゥ・キュレゲン（Čiγu Küregen ＞赤古古咧堅/chìgŭ gŭlièjiān,جیکو كوركان/Jīkū kūrkān）
    - オキ・フジン・カトン（Öki füǰin qatun ＞اوکی فوجین خاتون/Ūkī fūjīn khātūn）
    - 昭睿順聖皇后チャブイ・カトン（Čabui qatun ＞察必/chábì,جابون خاتون/Jābūn khātūn）
    - 万戸オチン・キュレゲン（Očin Küregen ＞斡陳/wòchén）
    - ナチン・キュレゲン（Način Küregen ＞納陳/nàchén,ناچین كوركان/Nāchīn kūrkān）
      - 万戸オロチン・キュレゲン（Oločin Küregen ＞斡羅陳/wòluóchén）
        - 貞慈静懿皇后シリンダリ・カトン（Širindari qatun ＞失憐答里/shīliándālǐ）

      - 叛臣ジルワダイ（J̌ilwadai ＞只児瓦台/zhǐérwǎtái）
      - 万戸テムル・キュレゲン（Temür Küregen ＞帖木児/tièmùér）
        - 万戸ディウバラ・キュレゲン（Diwubala Küregen ＞雕阿不剌/diāoābùlà）
          - アリギヤシリ・キュレゲン（Ariγiyaširi Küregen ＞阿里嘉室利/ālǐjiāshìlì）
          - ブダシリ・カトン（Budaširi qatun ＞不答失里/bùdāshīlǐ）

        - 万戸センゲ＝ブラ・キュレゲン（Sengge bura Küregen ＞桑哥不剌/sānggē bùlà）

      - 万戸マンジタイ・キュレゲン（Manǰitai Küregen ＞蛮子台/mánzǐtái）
      - ナムブイ・カトン（Nambui qatun ＞南必/nánbì,نمبوى خاتون/Namubūī khātūn）